# NGC 6488
NGC 6488 é uma galáxia  localizada na direcção da constelação de Draco. Possui uma declinação de +62° 13' 24" e uma ascensão recta de 17 horas, 49 minutos e 20,8 segundos.
A galáxia NGC 6488 foi descoberta em 1 de Setembro de 1886 por Lewis A. Swift.